# Rue de la Lingerie
Rue de la Lingerie är en gata i Quartier des Halles i Paris första arrondissement. Gatan är uppkallad efter de linnefabrikanter (franska: lingères), vilka tidigare hade sina butiker i detta område. Rue de la Lingerie börjar vid Rue des Halles 22 och slutar vid Rue des Innocents 21.

## Bilder
| - Gatuskylt. - Rue de la Lingerie. - Rue de la Lingerie år 1865. |

## Omgivningar
- Saint-Eustache
- Saint-Leu-Saint-Gilles
- Saint-Merri
- Fontaine des Innocents
- Place Joachim-du-Bellay
- Hallarna
- Rue des Innocents
- Rue de la Ferronnerie
- Place Marguerite-de-Navarre

## Kommunikationer
- Tunnelbana – linje  – Les Halles
- Tunnelbana – linjerna      – Châtelet
- Busshållplats Les Halles – Centre Georges-Pompidou – Paris bussnät

### Webbkällor
- ”Rue de la Lingerie”. Mairie de Paris. https://web.archive.org/web/20160303215003/http://www.v2asp.paris.fr/commun/v2asp/v2/nomenclature_voies/Voieactu/5633.nom.htm. Läst 14 september 2022.
- ”Rue de la Lingerie”. Les rues de Paris. https://web.archive.org/web/20191118010334/http://www.parisrues.com/rues01/paris-01-rue-de-la-lingerie.html. Läst 14 september 2022.